# Lü Huihui
Lü Huihui (chiń. upr. 吕会会; chiń. trad. 呂會會; pinyin Lǚ Huìhuì; ur. 26 czerwca 1989 w Xinxiang) – chińska lekkoatletka, oszczepniczka.
Finalistka igrzysk olimpijskich w Londynie (5. miejsce), Rio de Janeiro (7. miejsce) oraz Tokio (5. miejsce).
Srebrna medalistka mistrzostw świata w Pekinie (2015) oraz brązowa z Londynu (2017) i Dohy (2019).

## Rezultaty
| Rok  | Impreza                   | Miejsce        | Pozycja           | Wynik |
| ---- | ------------------------- | -------------- | ----------------- | ----- |
| 2012 | Igrzyska olimpijskie      | Londyn         | 5. miejsce        | 63,70 |
| 2015 | Mistrzostwa świata        | Pekin          | 2. miejsce        | 66,13 |
| 2016 | Igrzyska olimpijskie      | Rio de Janeiro | 7. miejsce        | 64,04 |
| 2017 | Mistrzostwa świata        | Londyn         | 3. miejsce        | 65,26 |
| 2018 | Athletics World Cup       | Londyn         | 3. miejsce        | 60,40 |
| 2018 | Igrzyska azjatyckie       | Dżakarta       | 2. miejsce        | 63,16 |
| 2018 | Puchar interkontynentalny | Ostrawa        | 1. miejsce        | 63,88 |
| 2019 | Mistrzostwa Azji          | Doha           | 1. miejsce        | 65,83 |
| 2019 | Mistrzostwa świata        | Doha           | 3. miejsce        | 65,49 |
| 2021 | Igrzyska olimpijskie      | Tokio          | 5. miejsce        | 63,41 |
| 2022 | Mistrzostwa świata        | Eugene         | el. – 16. miejsce | 57,59 |
| 2023 | Igrzyska azjatyckie       | Hangzhou       | 3. miejsce        | 61,29 |
| 2024 | Igrzyska olimpijskie      | Paryż          | el. – 22. miejsce | 59,37 |

## Rekordy życiowe
- Rzut oszczepem – 67,98 (2019) rekord Azji